# You Know What It Is Vol.2
You Know What It Is Vol.2 – drugi mixtape z serii You Know What It Is. Zawiera ona diss na Joe Budden'a
"200 Bars and Runnin”. Produkcją albumu zajął się Nu Jerzey Devil, a gościnnie wystąpili 50 Cent, Young Buck, Lloyd Banks, Dr. Dre, WC, Snoop Dogg i wielu innych.

## Lista utworów
1. „Intro"
2. „200 Bars and Runnin'"
3. „Fly Like an Eagle” (featuring Snoop Dogg & WC)
4. „Gunned Down” (featuring Jim Jones & Crooked I)
5. „Warning” (featuring 50 Cent)
6. „More Bounce” (Old School)
7. „Fall Back” (Vita Freestyle)
8. „Buddens” (Remix)
9. „Gotta Get It” (featuring Dr. Dre & Jay-Z)
10. „Lucifer” (Freestyle)
11. „Game Over” (featuring Lil’ Flip & Snoop Dogg)
12. „Throwin Rocks At The Throne"
13. „Let Guns Go” (featuring Juelz Santana & Billboard)
14. „Dead Bodies” (featuring Prodigy)
15. „Young California” (Freestyle)
16. „Confessions” (featuring Mike Wilson)
17. „Unbeleveable” (Freestyle)
18. „Twisted” (Vita Freestlye)
19. „Certified Gangstaz” (featuring Jim Jones & Lil’ Flip)
20. „Computer Love” (Old School)
21. „I'm So Sorry” (featuring 50 Cent)
22. „When The Chips Are Down” (featuring Lloyd Banks)
23. „Down Here” (featuring Juelz Santana & Jim Jones)
24. „What Dem Want” (featuring Rah Digga)
25. „I Love The Hood” (featuring Young Buck)
26. „Life's a Bitch"
27. „New York (Remix) (featuring Ja Rule, Fat Joe & Jadakiss)